# Areso
Areso es una villa y municipio español de la Comunidad Foral de Navarra, situado en la merindad de Pamplona, en la comarca de Norte de Aralar y a 49 km de la capital de la comunidad, Pamplona. Su población es de 266 habitantes (INE 2024).

## Toponimia
Areso es el topónimo oficial utilizado tanto en euskera como en castellano. Su primera mención escrita data de 1192 y fue mencionado ya con la denominación actual; se ha denominado por tanto desde antiguo como Areso, aunque en algún caso se haya empleado una forma similar, como Arrecho (1366).
El nombre parece estar formado por un primer elemento sin identificar y el sufijo abundancial -so (variante de -zu y -tsu) utilizado en euskera. El primer elemento del nombre se ha solido identificar con las palabras vascas harea ('arena', area en el dialecto local) y haritz ('roble', aritz en esa zona), pero son meras especulaciones, que no pueden demostrarse.
Popularmente, en euskera se llama al pueblo Aeso o Aiso, aunque estas denominaciones suelen considerarse variaciones coloquiales de Areso.
El gentilicio es aresoarra.

## Símbolos

### Escudo
El escudo de armas de Areso tiene el siguiente blasón:

Trae de azur y un león pasante de plata. Por timbre un yelmo empenachado.

Se usa desde 1770, cuando se separó de Leiza. Ambas localidades mostraban en el blasón un árbol atravesado en su base por un lobo, timbrado por una estrella de seis puntas y la inscripción LEICA a los lados del árbol.

## Geografía
Areso se encuentra situado en la parte nordeste de la Comunidad Foral de Navarra, dentro de la región geográfica de la Montaña de Navarra y a una altitud de 466 m s. n. m. Su término municipal tiene una superficie de 12,20 km² y limita al norte y oeste con el municipio de Berástegui en Guipúzcoa (País Vasco); al este, con el de Leiza; y al sur, con los de Araiz y Larraún.

## Demografía
Areso cuenta con una población de 266 habitantes (INE 2024).
| Gráfica de evolución demográfica de Areso entre 1842 y 2021                                                         |
| |
| Población de derecho según los censos de población del INE Población de hecho según los censos de población del INE |

## Administración y política

### Elecciones generales
| EH Bildu (EH Bildu)                      | 56 | 43,41 % |
| Podemos (Podemos)                        | 24 | 18,60 % |
| Unión del Pueblo Navarro (UPN)           | 22 | 17,05 % |
| Geroa Bai (GBai)                         | 21 | 16,28 % |
| Partido Socialista Obrero Español (PSOE) | 6  | 4,65 %  |

## Sucesos

### El robo de Olentzero
El pueblo fue conocido a través de los medios de comunicación en el año 2005 por el robo de Olentzero (personaje tradicional vasco que deja a los niños los regalos en Navidad): la costumbre era dejar un Olentzero en la plaza del pueblo durante la Nochebuena, pero en 2003, 2004 y 2005, el muñeco fue robado de madrugada y hallado días después, destrozado. Ese último año, 2005, los vecinos del pueblo descubrieron finalmente que eran agentes de la Guardia Civil de servicio los que se dedicaban a sustraerlo. Dos agentes implicados fueron internamente expedientados y trasladados a otras localidades. La noticia tuvo bastante eco en medios de comunicación vascos y navarros, debido a las connotaciones políticas de este hecho, pues se consideró un atentado a las tradiciones vascas.